# Autechaux-Roide
Autechaux-Roide är en kommun i departementet Doubs i regionen Bourgogne-Franche-Comté i östra Frankrike. Kommunen ligger i kantonen Hérimoncourt som tillhör arrondissementet Montbéliard. År 2022 hade Autechaux-Roide 497 invånare.

## Befolkningsutveckling
Antalet invånare i kommunen Autechaux-Roide
Referens:INSEE